# Lojze Ude starejši
Lojze Udé, slovenski pravnik, publicist, zgodovinar in strokovnjak za narodnostna vprašanja, * 18. junij 1896, Križe, † 27. februar 1982, Mali Lošinj, Hrvaška.

## Življenje in delo
Ljudsko šolo je obiskoval v Tržiču (1903-1907), ter nato nadaljeval na klasični gimnaziji v Šentvidu pri Ljubljani. Aprila 1915 je bil mobiliziran v avstrijsko vojsko, januarja 1917 je dobil čin praporščaka (Fähnrich), pozneje poročnika, v vojski ostal do razpada avstro-ogrske monarhije. Kot poročnik se je pridružil koroškim prostovoljcem, ki so pod poveljstvom majorja A. Lavriča 19. novembra 1918 zasedli Borovlje in se udeležil še drugih bojev za slovensko severno mejo. Jeseni 1919 se je vpisal na ljubljansko univerzo absolviral pravo (diplomiral maja 1929) in 7 semestrov filozofije. Služboval je kot pripravnik 1929–35 na okrajnem sodišču v Tržiču in Ljubljani, ter v odvetniških pisarnah v Murski Soboti, Lendavi in Celju. Odvetniški izpit opravil aprila 1935 in julija istega leta odprl odvetniško pisarno v Lenartu v Slovenskih goricah, kjer je ostal do 1941. Istočasno je bil tudi publicist in opozicijski politik. Ob nemški okupaciji Štajerske se je pred prisilno preselitvijo v Srbijo z družino umaknil v Ljubljano in se povezal z OF. Januarja 1944 je ob ustanovitvi partizanskega Znanstvenega inštituta postal njegov tajnik, pozneje vršilec dolžnosti direktorja. V letih 1948−56 je bil vsako drugo leto direktor Inštituta za narodnostna vprašanja. Po politični odstranitvi pa je bil referent v Narodni in univerzitetni knjižnici za zamejski in tuji tisk (1956−65). Društveno se je udejstvoval v Zvezi prostovoljcev za severno mejo ter kot odbornik in predavatelj v Društvu za mednarodno pravo na pravni fakulteti. Je avtor več knjig o kulturni in politični zgodovini Slovencev (posebej Koroških) v 20. stoletju.

## Odlikovanja in priznanja
- zlata Obiličeva medalja za hrabrost (1920)
- red zaslug za ljudstvo s srebrnimi žarki (1951)
- red bratstva in enotnosti s srebrnim vencem (1951)
- red dela z rdečo zastavo (1956)
- red zaslug za ljudstvo s srebrno zvezdo (1968)
- red za hrabrost (1972)
- red republike z zlatim vencem (1979)
- ob 70-letnici mu je Slovenska prosvetna zveza v Celovcu podelila Drabosnjakovo priznanje (1966)
- Kidričeva nagrado za življenjsko delo (1978).